# Weslake

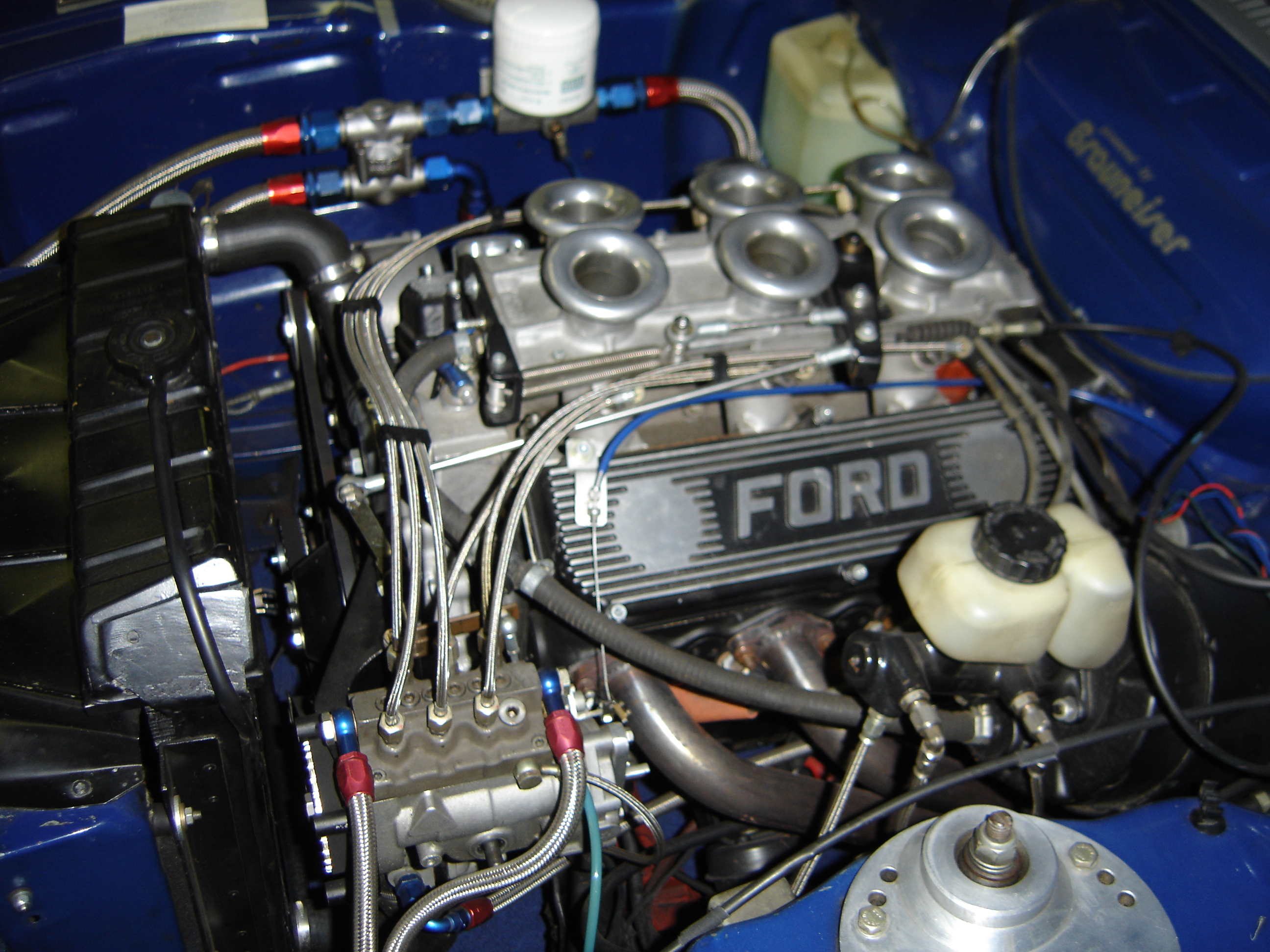
Weslake-Ford-Motor RS2600, aus dem Ford Capri RS 1971

Weslake ist ein ehemaliger Konstrukteur, Tuner und Hersteller von ganzen Fahrzeugmotoren und Motorteilen und beliefert heute die Luftfahrtindustrie mit speziellen Dieselmotoren für Leichtflugzeuge.

## Zylinderköpfe für die Automobilindustrie
Weslake Research und Development wurde Mitte der 1950er-Jahre von Harry Weslake gegründet. Das Unternehmen produzierte vorerst Zylinderköpfe und arbeitete eng mit Jaguar Cars zusammen. Auch der Motor des Austin A30 war von ihm. Westlake lieferte Aluminium-Zylinderköpfe für den Austin-Healey 100S Rennsportwagen. Bis in die frühen 1970er-Jahre kamen Weslake-Zylinderköpfe in fast allen V12-Motoren von Jaguar zum Einsatz. Weslake konstruierte und baute die Zylinderköpfe für die Anfang der Siebziger im Rennsport eingesetzten Ford Capri.

## Rennmotoren
Den ersten Rennmotor baute Weslake 1958 für Vanwall; einen 4-Zylinder-Reihenmotor für den erfolgreichen Formel-1-Rennwagen. Mit diesem Motor gewann das britische Team den ersten Konstrukteurspokal der Formel-1-Geschichte. 1966 entwickelte Weslake einen V12-Motor für den Eagle T1G des AAR-Eagle-Teams von Dan Gurney. Weslake baute den Motor nach dem ab 1966 in der Formel 1 geltenden 3-Liter-Motorenreglement. Der 3-Liter-12-Zylinder-Motor mit vier obenliegenden Nockenwellen  war sehr kurz (80 cm) und leicht (175 kg) und hatte 4 Ventile pro Zylinder, die in einem engen Winkel (30°) zusammen standen. Der Motor, der von Weslake als Type 3000 oder Weslake 58 bezeichnet wurde, hatte ursprünglich 271 kW (364 PS).  Die Zahnradprobleme, die beim Debüt in Monza erstmals auftraten, konnten auch später nicht ganz gelöst werden. Der Motor hatte aber genügend Leistung, allerdings war die Produktion nie auf eine Serie ausgerichtet und jeder war ein Unikat. Das Team hatte immer mit der unterschiedlichen Motorleistung der Triebwerke zu kämpfen und kaum ein Teil ließ sich von Motor zu Motor tauschen. Erst als Gurney Motorenbau und Instandhaltung in die eigene Fabrik übernahm, wurden die Probleme behoben.
Als Beispiel für die unterschiedliche Leistung der Triebwerke dienen Zahlen vom Großen Preis von Monaco 1967, wo der Motor von Dan Gurneys Eagle 417 PS leistete, der seines Teamkollegen Richie Ginther aber nur 411. Eagle siegte mit dem Weslake-Motor zweimal bei Formel-1-Rennen, wobei der Große Preis von Belgien zur Weltmeisterschaft der Saison 1967 zählte.
1973 kam eine überarbeitete Version dieses Motors im Mirage M6 zum Einsatz. Das Projekt wurde jedoch nach ersten Testfahrten wieder aufgegeben. Auch die Ford-V8-Motoren der GT40 von John Wyer 1968 und 1969 hatten Gurney-Weslake-Zylinderköpfe; die britische Rennmannschaft von Wyer gewann damit in beiden Jahren das 24-Stunden-Rennen von Le Mans. Die gute Verbindung zu Ford führte in den 1970er-Jahren zum Konzept des RS2600-Motor im Ford Capri. Zu dieser Zeit baute Weslake auch Motoren für Speedway-Motorräder.

## Weslake Motoren im Motorradbau
Weslake konstruierte für den Zweizylinder der Triumph Bonneville 650 einen Vierventilzylinderkopf im Auftrag von Dave Nourish. Dieser Zylinderkopf bildete die Basis für das spätere Serienmodell Triumph TSS der Achtziger.

Weslake konstruierte im Auftrag des britischen Herstellers Hesketh den Motor der Hesketh V 1000, einen 90-Grad-Zweizylinder-V-Motor mit 1.000 cm³.

Darüber hinaus waren Weslake-Derivate der Jawa-Motoren im Bahnrennsport der Siebziger und Achtziger sehr bekannt und erfolgreich.

## Weslake heute
Nach dem Tod von Harry Weslake 1978 wurde das Unternehmen in zwei Teile aufgeteilt. Sein Stiefsohn Daniel baut Motoren für Kleinflugzeuge und sein Enkel Dean kümmert sich bei Weslake Heritage um den Service für ältere Weslake-Motoren.